# Huamanga
Huamanga é uma província do Peru localizada na região de Ayacucho. Sua capital é a cidade de Ayacucho.

## Distritos
- Acocro
- Acos Vinchos
- Ayacucho
- Carmen Alto
- Chiara
- Jesus Nazareno
- Ocros
- Pacaycasa
- Quinua
- San Jose de Ticllas
- San Juan Bautista
- Santiago de Pischa
- Socos
- Tambillo
- Vinchos
- Andres Avelino Caceres Dorregaray (distrito)

## Prefeito
- 2019-2022: Yuri Alberto Gutiérrez Gutiérrez.